# 정순천
정순천(鄭順天, 본래 1961년 2월 2일, 경상북도 청도군 ~ )은 대한민국의 제5·6·7대 대구광역시의원이다.

## 학력
- 1974.03 ~ 1977.02 청도여자고등학교 졸업
- ~ 2005 수성대학교 사회복지학과 졸업
- ~ 2007 경운대학교 사회복지학과 졸업
- ~ 2011 경북대학교 정책정보대학원 사회복지학과 석사 졸업
- ~ 2014 영남대학교 대학원 지역 및 복지행정학과 박사 수료

## 경력
- 대구경북범죄피해자지원센터 전문상담위원
- 법무부 범죄예방대구경북협의회 보호관찰분과 부위원장
- 독도연맹중앙연맹 이사
- 대한미용사회 대구광역시협의회 고문
- 대구광역시 달구벌종합스포츠센터 관장
- 대구광역시 장애인체육회 이사
- 한나라당 대구시당 대외협력위원회 위원장
- 전석장애인스포츠센터 소장
- 전국아파트입주자대표회의연합회 대구광역시지부 여성위원장
- 2006.07 ~ 2010.06 제5대 대구광역시의회 의원
- 2006.07 ~ 2008.07 제5대 대구광역시의회 전반기 교육사회위원회 위원
- 2006.07 ~ 2008.07 제5대 대구광역시의회 전반기 경제교통위원회 위원
- 2006.07 ~ 2008.07 제5대 대구광역시의회 전반기 예산결산특별위원회 위원
- 2007.04 ~ 2008.01 제5대 대구광역시의회 범안로민자도로관련실태조사특별위원회 위원
- 2007.11 ~ 2007.11 제5대 대구광역시의회 대구광역시공사·공단및출자·출연기관운영실태조사특별위원회 위원
- 2008.07 ~ 2010.06 제5대 대구광역시의회 후반기 교육사회위원회 위원
- 2008.07 ~ 2010.06 제5대 대구광역시의회 후반기 경제교통위원회 위원
- 2008.07 ~ 2010.06 제5대 대구광역시의회 후반기 예산결산특별위원회 위원
- 2009.10 ~ 2010.02 제5대 대구광역시의회 첨단의료복합단지지원특별위원회 위원
- 2010.03 ~ 2010.06 제5대 대구광역시의회 대구경북경제자유구역지원특별위원회 위원
- 2010.07 ~ 2014.06 제6대 대구광역시의회 의원
- 2010.07 ~ 2012.07 제6대 대구광역시의회 전반기 건설환경위원회 위원장
- 2010.07 ~ 2012.07 제6대 대구광역시의회 전반기 예산결산특별위원회 위원
- 2012.02 ~ 2012.03 제6대 대구광역시의회 조례정비특별위원회 위원장
- 2012.07 ~ 2014.06 제6대 대구광역시의회 후반기 건설환경위원회 위원
- 2012.07 ~ 2014.06 제6대 대구광역시의회 후반기 예산결산특별위원회 부위원장
- 2010.07 ~ 2016.03 제7대 대구광역시의회 의원
- 2014.07 ~ 2016.03 제7대 대구광역시의회 전반기 부의장
- 2014.07 ~ 2016.03 제7대 대구광역시의회 전반기 경제환경위원회 위원
- 21세기 여성정치연합 대구지부장
- 정순천주식회사 대표
- 영진전문대 겸임교수
- 한국의 향기 대표이사
- 2019.01 ~ 2020.01 자유한국당 대구광역시당 수성구 갑 당협위원장
- 2019 ~ 남녀동수포럼 공동대표
- 2021 국민의힘 국책자문위원회 사회, 문화, 노동분과위원회 위원
- 2022 제20대 대통령선거 국민의힘 윤석열 후보 선거대책본부 조직본부 미래정치연합본부 대구특보단장
- 2022 제20대 대통령선거 국민의힘 윤석열 후보 선거대책본부 여성본부 전국여성의정회 지역위원장
- 2022 제20대 대통령선거 국민의힘 윤석열 후보 대구선거대책위원회 여성정책본부 본부장
- 2022.10 ~ 대구광역시행복진흥사회서비스원장

## 수상
- 2014 대구사회복지대회 복지지원부문 대상
- 2014 대한민국 청소년대상 의정봉사 대상

## 저서
- 2020 순천하라

## 역대 선거 결과
|  | 76.88% |

|  | 0% |

|  | 65.45% |